# Rio Catolé Grande
Rio Catolé Grande är ett vattendrag i Brasilien.   Det ligger i delstaten Bahia, i den östra delen av landet, 800 km öster om huvudstaden Brasília.
Omgivningarna runt Rio Catolé Grande är huvudsakligen savann. Runt Rio Catolé Grande är det glesbefolkat, med 14 invånare per kvadratkilometer.